# Richard R. Kenney

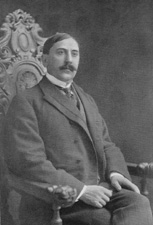
Richard R. Kenney

Richard Rolland Kenney (* 9. September 1856 in Laurel, Delaware; † 14. August 1931 in Dover, Delaware) war ein US-amerikanischer Politiker der Demokratischen Partei. Er vertrat den Bundesstaat Delaware im US-Senat.

## Leben
Nach dem Besuch der öffentlichen Schulen und der Laurel Academy machte Richard Kenney im Jahr 1878 seinen Abschluss am Hobart College in Geneva (New York). Danach studierte er die Rechtswissenschaften, wurde 1881 in die Anwaltskammer aufgenommen und begann in Dover zu praktizieren. Von 1879 bis 1881 übte er das Amt des Leiters der Staatsbibliothek (State Librarian) aus. Zwischen 1880 und 1889 diente er als Captain in der Nationalgarde von Delaware; von 1887 bis 1891 war er im Rang des Adjutant General Leiter der staatlichen Streitkräfte.
1896 gehörte Kenney als Vertreter Delawares dem Democratic National Committee an; am 19. Januar des folgenden Jahres wurde er in den US-Senat gewählt, wo er die Nachfolge von Anthony C. Higgins antrat. Dieser Sitz war seit dem 3. März 1895 vakant geblieben. Kenneys Amtszeit endete am 4. März 1901; zuvor war es den Demokraten im Parlament von Delaware nicht gelungen, eine Mehrheit für seine Wiederwahl zu organisieren. So folgte eine erneute Vakanz, die bis zum 2. März 1903 andauerte.
Kenney übte danach kein politisches Amt mehr aus. Er arbeitete wieder als Anwalt in Dover und gehörte während des Ersten Weltkrieges dem Judge Advocate General’s Corps der US-Streitkräfte an. 1921 wurde er Rechtsberater des Repräsentantenhauses von Delaware; es folgte eine Amtszeit als Staatsanwalt im Kent County. Bis zu seinem Tod im Jahr 1931 hatte er noch mehrere Ämter auf Staatsebene inne.